# Línea corta

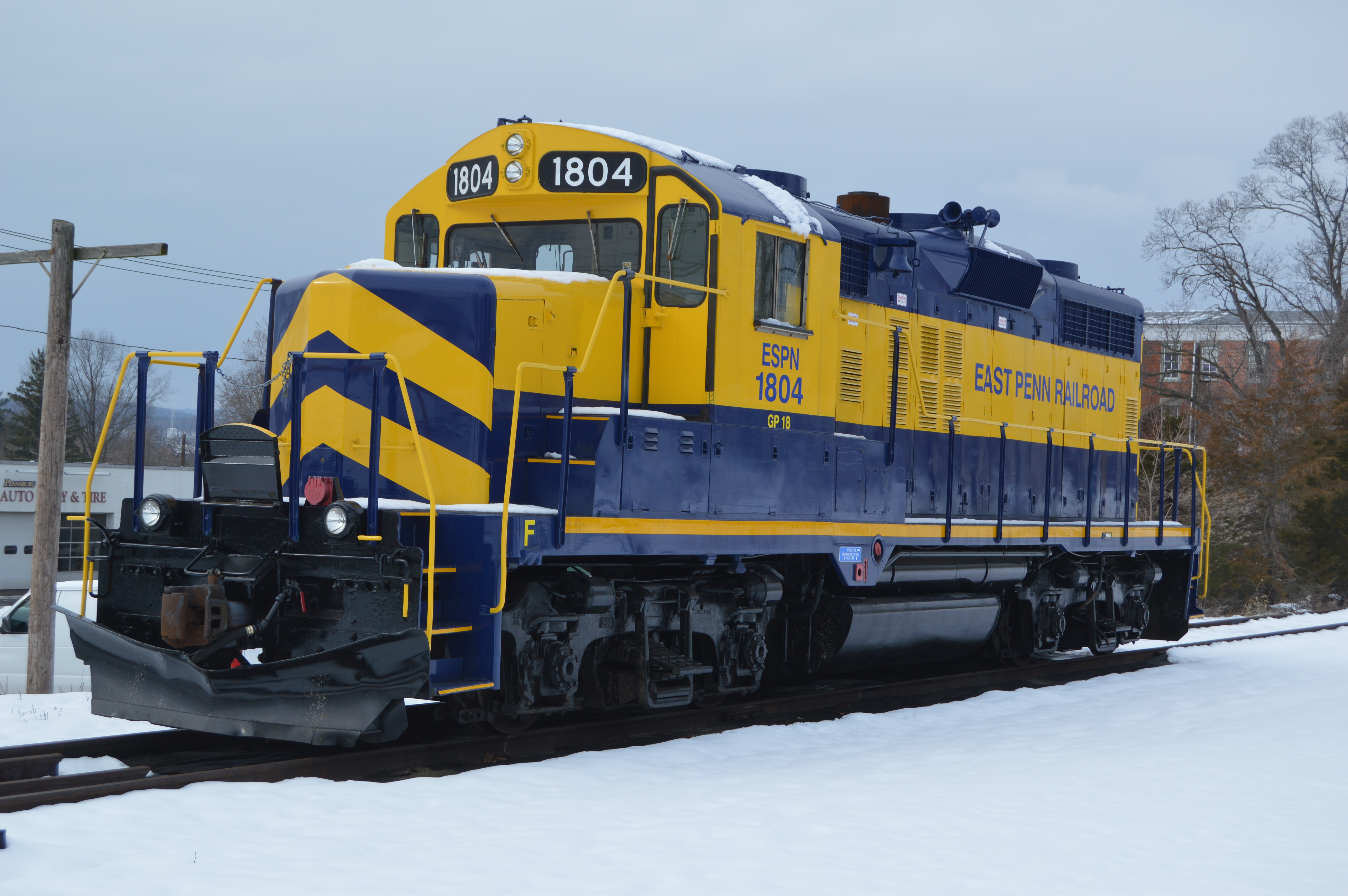
Locomotora del ferrocarril de línea corta East Penn Railroad en Pennsburg, Pensilvania.

Línea corta es una clasificación ferroviaria creada en 1978 e impuesta por la Association of American Railroads para el sistema ferroviario de Estados Unidos. Todos los ferrocarriles que pertenezcan a esta categoría deben superar los beneficios operativos por encima de los 10 millones de dólares.[cita requerida]

## Estadísticas
En 2009, las empresas de ferrocarriles de línea corta empleaban a 20 000 personas en los Estados Unidos y poseían el 30 por ciento de las vías férreas del país. Alrededor de un cuarto de toda la carga de ferrocarril estadounidense viaja por lo menos una pequeña parte de su viaje por un ferrocarril de línea corta.